# Diecezja Kikwit
Diecezja  Kikwit – diecezja rzymskokatolicka  w Demokratycznej Republice Konga. Powstała w 1893 jako misji sui iuris Koango. Podniesiona do rangi prefektury apostolskiej w 1903 a wikariatu apostolskiego w 1928. Przemianowana na wikariat Kikwit w 1955. Diecezja od 1959.

## Biskupi diecezjalni
- Stanislao de Vos, S.J. † (1911-1928 )
- Silvano van Hee, S.J. † (1928-1936)
- Enrico van Schingen, S.J. † (1936-1954)
- André Lefèbvre, S.J. † (1955-1967)
- Alexander Mbuka-Nzundu † (1967-1985)
- Edouard Mununu Kasiala OCSO (1986-2016)
- Timothée Bodika Mansiyai PSS (od 2016)[1]